# Amorebieta-Etxano
Amorebieta-Etxano – gmina w Hiszpanii, w prowincji Biskaja, w Kraju Basków, o powierzchni 58,46 km². W 2011 roku gmina liczyła 18 513 mieszkańców.